# Burghard Müller-Dannhausen
Burghard Müller-Dannhausen (* 26. Juni 1947 in Hildesheim) ist ein deutscher Maler.

## Leben
Müller-Dannhausen besuchte von 1971 bis 1972 die Werkkunstschule Mannheim (künstlerische Grundlehre). Von 1972 bis 1976 studierte er Malerei an der Hochschule für Bildende Künste (Städelschule) in Frankfurt am Main bei Johannes Schreiter. Er lebt und arbeitet in Koblenz.

## Werk
Das Werk Müller-Dannhausens erstreckt sich auf klassische Tafelmalerei, gemeinsame Projekte mit dem amerikanischen Lyriker Brian Johnson (sog. Chains bestehend aus Gedichten und Bildern) und auf malerische Kunst-im-Raum-Projekte. 
Das Gemeinsame dieser drei Arbeitsbereiche liegt in einer koloristischen Grundhaltung. Die Farbe in ihrem Zusammenklingen und ihren Beziehungen wird als Impulsgeber für epische Assoziationen eingesetzt. Sie wird im jeweiligen Einzelbild zu einem malerischen Gefüge organisiert. Aus dem Erbe der Konkreten Kunst übernimmt Müller-Dannhausen die geometrische Flächenbegrenzung sowie den homogenen Farbauftrag und entwickelt daraus malerische Strukturen. Materielle und manuelle Spuren werden aufgehoben, um ausschließlich den imaginären Raum und das imaginäre Licht zur Wirkung zu bringen. 

## Ausstellungen (Auswahl)

### Einzelausstellungen
- 1987  Galerie Westernhagen, Köln
- 1988  Galerie Wasserweg, Frankfurt am Main
- 1989  Galerie Häring, Nürnberg
- 1990  Galerie Manfred Rieker, Heilbronn
- 1990  Galerie Kubus, Duisburg
- 1991  Galerie symbol, Wolfgang Wangler, Köln
- 1991  Galerie Stolánová, Wiesbaden
- 1991  Galerie G, Freiburg
- 1991  Galerie Gabriele Begasse, Düsseldorf
- 1992  Landesmuseum Oldenburg
- 1993  Galerie Lipski, Wesel
- 1993  Galerie Ingrid Haar, Mönchengladbach
- 1994  Kunstverein Ellwangen
- 1994  Galerie am Sachsenplatz, Leipzig (mit Ralf Clement)
- 1995  Galerie Dagmar Peveling, Olpe
- 1995  Städtische Galerie Zwickau (mit Stefan Wehmeier)
- 1995  Galerie Manfred Rieker, Heilbronn (mit Hiromi Akiyama)
- 1995  Kunstverein Halle
- 1996  Galerie 11, Aschaffenburg
- 1997  Kunstverein Wetzlar
- 1997  Kunstraum Ursula Mock, Bremen
- 1998  Galerie Marianne Meyer, Bayreuth
- 1999  Galerie Monika Beck, Homburg/Saar (mit Christian Cordes)
- 1999  Städtische Galerie Würzburg (mit Nele Ströbel)[1]
- 2002  Galerie am Hauptplatz, Fürstenfeldbruck (mit Christian Rudolph)
- 2004  Galerie Kreuzer, Amorbach (mit Christian Rudolph)
- 2005  Galerie m beck, Homburg/Saar
- 2007  Galerie Manfred Rieker, Heilbronn[2]
- 2008  Kunstverein Husum
- 2008  Kunstverein Stade
- 2011  Museum für Neue Kunst, Freiburg i. Br.
- 2012  Galerie m beck, Homburg/Saar (mit Thomas Roesch)
- 2012  Kunstverein Radolfzell (mit Alexander Weinmann)[3]
- 2012  Galerie artopoi, Freiburg i. Br.
- 2012  Galerie Katrin Hiestand, Landau/Pfalz[4]
- 2012  Galerie Lothar Kurz, Lenting
- 2013  Gesellschaft für Bildende Kunst, Trier[5]
- 2014  Kunstverein Neckar-Odenwald, Buchen[6]
- 2014  Kunstverein Frechen (mit Marina Sailer und Mirko Tschauner)
- 2015  Galerie Katrin Hiestand, Landau/Pfalz

### Gruppenausstellungen
- 1994  Museum für Konkrete Kunst Ingolstadt: Neuzugänge der Sammlung (in den Räumen des Kunstvereins)
- 2000  Museum für Neue Kunst, Freiburg i. Br.: Totale 03 – Das Jahrhundert im Blick der Sammlung
- 2000  Neuer Kunstverein Aschaffenburg: Ins Licht gerückt II
- 2003  Museum für Neue Kunst, Freiburg i. Br.: konkret.schwarz.wald, Werke aus der Sammlung
- 2009  Musées de Ville Montbéliard/Frankreich: L’oblique – Un regard sur la géometrie contemporaine
- 2013  Künstlermesse art' pu:l im Walzwerk Pulheim
- 2013  Kunstmuseum Wilhelm-Morgner-Haus Soest: Farben/Colours, Neuzugänge V der Sammlung Schroth
- 2015  22. Karlsruher Künstlermesse: Regierungspräsidium Karlsruhe
- 2015  Städtische Galerie und Kunstverein Landau, Villa Streccius: Werden – Wachsen – Wuchern
- 2015  BBK-Galerie Mainz: Neu im BBK

### Arbeiten in öffentlichen Sammlungen
- Museum für Neue Kunst, Freiburg
- Museum für Konkrete Kunst, Ingolstadt
- Musées de Ville, Montbéliard
- Landesmuseum für Kunst, Oldenburg
- Städtisches Museum im Kulturspeicher, Würzburg

### Ausgeführte Kunst-im-Raum-Projekte
- 1997  Sitzungssaal Landratsamt Miltenberg: Diptychon
- 2009  Foyer Luther Rechtsanwaltsgesellschaft mbH, Köln: „Topos einer Schnittstelle“
- 2011  Gallery on Lex, Grand Hyatt, New York: „The Walking Horizon“
- 2013  Magistrale im Rems-Murr-Klinikum, Winnenden: „Die Farbwand“[7]
- 2015  Landesgartenschau 2015, Landau/Pfalz: „Der Farbwald“[8]